# Ivodea
Ivodea es un género con diez especies de plantas de flores perteneciente a la familia Rutaceae. 

## Especies seleccionadas
- Ivodea alata
- Ivodea confertifolia
- Ivodea cordata
- Ivodea cristata
- Ivodea mahanarica
- Ivodea menabeensis
- Ivodea nana
- Ivodea reticulata
- Ivodea sahafariensis
- Ivodea trichocarpa